# Peter Tosh
Pour les articles homonymes, voir Tosh et McIntosh.
 (mars 2009).
Si vous disposez d'ouvrages ou d'articles de référence ou si vous connaissez des sites web de qualité traitant du thème abordé ici, merci de compléter l'article en donnant les références utiles à sa vérifiabilité et en les liant à la section « Notes et références ».
Peter Tosh (de son vrai nom, Winston Hubert McIntosh) est un chanteur, guitariste, organiste et auteur compositeur de ska, de rocksteady, de reggae et de soul, né le 19 octobre 1944 à Church Lincoln, Grange Hill, dans le Westmoreland en Jamaïque, et mort le 11 septembre 1987 à Kingston. Il est, avec Bob Marley, une des figures emblématiques du reggae et de la spiritualité rasta.

## Biographie
Tosh connaît peu son père qui était pasteur. Doué pour la musique, il chante et joue du piano à la messe le dimanche. Élevé à la campagne par sa mère et sa tante qui lui enseigne le piano, il apprend la guitare à dix ans en observant un fermier qui en joue. En archétype de « rude boy », il part pour la capitale, où il erre seul à quinze ans. Sa rencontre en 1962 dans le quartier ghetto de Trench Town à Kingston en Jamaïque avec Bob Marley et Neville Livingston (surnommé plus tard Bunny Wailer) est décisive pour cet homme de grande taille déjà propriétaire d'une guitare sèche.

### Période ska
En 1963, il fonde avec Junior Braithwaite, Neville Livingston et Bob Marley le groupe vocal The Wailers avec pour professeur de chant Joe Higgs. Il se concentre surtout sur les harmonies vocales avec Bunny mais son rôle ne se limite pas toujours aux chœurs : engagés par le producteur local Clement « Sir Coxsone » Dodd chez Studio One, les quatre membres des Wailers interprètent tous des morceaux. Après le succès en 1964 du ska Simmer Down chanté par Bob Marley et le départ de Braithwaite, il grave une bonne douzaine de morceaux en tant que chanteur principal. Sa nature impétueuse constitue le pôle le plus mordant du groupe. On peut l'entendre sur le très rock Can't You See, Hoot Nanny Hoot, le calypso Shame and Scandal ou Rasta Shook Them Up (en 1966, un des premiers morceaux enregistrés sur le thème du Rastafari), Maga Dog et un morceau des Temptations, (You Gotta Walk and) Don't Look Back, qu'il réenregistrera avec succès en 1978 en duo avec Mick Jagger. Cette période méconnue chez Studio One compte pourtant quelques-uns de ses enregistrements les plus remarquables. Mais tous les titres de l'album The Wailin' Wailers (1966) ont pour chanteur principal Bob Marley. Les Wailers quittent Studio One début 1966 après avoir contribué à l'enregistrement d'une centaine de titres en tant qu'artistes ou choristes. Après un séjour en prison pour détention de chanvre (et un passage à tabac), il enregistre notamment Maga Dog et Leave My Business en solo pour Joe Gibbs, sans jamais arriver à gagner grand-chose.

### Période rocksteady
Quand Bob Marley, Peter Tosh et Bunny créent la petite marque Wail'n'Soul'm fin 1966, il enregistre de nombreux rocksteady aux paroles audacieuses, impertinentes comme Funeral, Pound Get a Blow, Fire Fire en duo avec Bob Marley, Dem a Fi Get a Beatin et Stepping Razor écrit par leur professeur de chant Joe Higgs. Mais aucun n'a de succès. En janvier 1968, comme Rita et Bob Marley, Peter Tosh signe un contrat de production et d'éditions exclusives avec les disques JaD du chanteur américain Johnny Nash, pour qui les Wailers enregistrent un album qui ne sortira qu'en 1997. Tosh y interprète Love, qui sera repris par Johnny Nash sur son album à succès I Can See Clearly Now en 1974.

### Période reggae
À la naissance du reggae en 1968, Peter Tosh continue à prendre la parole au sein des Wailers avec The World Is Changing, Give Me A Ticket (reprise de The Letter des Box Tops). En 1970, il impose quatre titres sur l'album The Best of the Wailers (Beverley's 1971) pour le producteur Leslie Kong, dont Soon Come, qu'il réenregistrera en 1978. Fin 1969, lorsque Bob Marley rentre des États-Unis, il fonde avec lui et Bunny le label Tuff Gong.
En 1970 le producteur Lee 'Scratch' Perry réalise de nombreux enregistrements des Wailers, dont quatre sont interprétés par Peter Tosh : 400 Years, No Sympathy, Downpresser et Second Hand, mais toujours sans succès. Il grave Rightful Ruler (produit par Lee Perry en 1970) en duo avec U Roy, dont c'est le premier disque. D'autres 45 tours obscurs sont publiés par divers labels (dont une reprise du Here Comes the Sun des Beatles en 1971) réunis sur le triple coffret Honorary Citizen (Sony 1997). Les Wailers ne parviennent à graver qu'un seul succès local depuis leur départ de Studio One en 1966, le Trench Town Rock de Bob Marley (Tuff Gong, 1971).
Quand ils signent un contrat de production avec le studio anglais Island fin 1972, les Wailers pensent avoir trouvé la voie du succès. Peter Tosh cosigne l'hymne contestataire Get Up Stand Up qu'il interprète en duo avec Marley, et chante One Foundation, 400 Years et Stop the Train sur les albums Catch a Fire et Burnin qui sortent en Grande-Bretagne. Mais Bunny quitte le groupe après une première tournée anglaise en avril 1973, et à la suite d'un différend financier avec Bob et Island, qui met trop Marley en avant à son goût, Peter laisse lui aussi la formation après une seconde tournée qui donnera bien plus tard l'album Talkin' Blues.
Armé de sa guitare et de sa fameuse pédale Wah-wah, il fonde alors sa propre marque intitulée Intel-Diplo HIM (« Intelligent Diplomat for His Imperial Majesty ») en signe d'allégeance à Hailé Sélassié Ier, dit Jah Rastafari. Il publie quelques 45 tours solo contestataires comme Babylon Queendom en allusion à Élisabeth II (reine de la Jamaïque depuis 1962).

### Le succès
En 1976, avec l'aide de l'harmoniciste Lee Jaffe (en), il enregistre l'album Legalize It (Grammy posthume du meilleur album de reggae en 1988) pour Columbia (Virgin en Angleterre) avec les mêmes musiciens que Bob Marley, lequel contribue lui aussi à l'album en le finançant en partie. Peter Tosh pose au milieu d'un champ de chanvre sur la pochette de l'album et c'est Lee Jaffe lui-même qui prend ce fabuleux cliché. C'est également lui qui met sur pied un trafic international de cannabis pour financer cet album légendaire. Lee Jaffe raconte le financement pour le moins occulte de ce disque dans le livre qu'il a écrit avec Jérémie Kroubo Dagnini, Bob Marley & The Wailers: 1973-1976, publié chez Camion Blanc en 2013. La chanson du même nom, qui fait l'apologie de la consommation de cannabis, est interdite à sa sortie en Jamaïque. Tosh continue à enregistrer pour Virgin, qui publie l'album Equal Rights en 1977, toujours enregistré avec les mêmes musiciens que Marley et Bunny Wailer.
En avril 1978, lors du One Love Peace Concert à Kingston (auquel Bob Marley participe en tête d'affiche), Peter Tosh a des mots critiques envers les politiciens jamaïcains qui se disputent le pouvoir. Le Premier ministre Manley et son opposant Seaga sont présents et rejoindront Marley sur scène quelques minutes plus tard. Mick Jagger est également présent au concert et propose à Tosh un contrat pour son nouveau label, Rolling Stones Records.
Quelques jours plus tard, prétextant une détention de cannabis qui provoque une bagarre avec un policier, Peter Tosh est passé à tabac par la police qui le laisse pour mort. Les mains brisées, couvert de fractures, il ne devra la vie qu'aux soins de ses codétenus et à une intervention de l'armée. Il enregistre néanmoins l'album Bush Doctor avec l'équipe de Sly Dunbar et Robbie Shakespeare Word, Sound And Power et Mick Jagger avec qui il grave une nouvelle version en duo de (You Gotta Walk and) Don't Look Back qui devient un succès international. Peu après, Serge Gainsbourg lui emprunte l'équipe de Sly & Robbie pour l'album Aux armes et cætera.
Après ces trois remarquables albums, quelques concerts en première partie des Rolling Stones et une tournée européenne, Peter Tosh est une vedette consacrée avec Jagger en couverture de Best, l'influent mensuel du rock (en France).
Influencés par le son pop international ambiant (solos de guitare notamment), ses disques ultérieurs pour EMI, Mystic Man, Wanted: Dread and Alive, Mama Africa (qui contient une reprise du Johnny B. Goode de Chuck Berry) et Captured Live se vendent relativement mal malgré de bons et nombreux morceaux et concerts. En 1983, il joue au Swaziland en Afrique du Sud et tourne en Europe avec une guitare en forme de mitraillette. Il joue aussi à Kingston, mais ce sera sa dernière tournée. Souffrant de séquelles de ses passages à tabac, il se repose beaucoup. Son dernier album No Nuclear War, sort peu avant sa mort.

### L'assassinat
Le 11 septembre 1987, Peter Tosh est assassiné par balles à son domicile lors d'un règlement de comptes dans des circonstances mystérieuses alors qu'il allait prendre le contrôle d'une radio en Jamaïque. Impliqué dans le trafic de cannabis et fréquentant des repris de justice qui l'estimaient redevable, il n'en était pas moins impliqué dans une lutte pour l'égalité et la justice. Il laisse plusieurs enfants, dont un fils, Andrew Tosh, qui a entamé une carrière musicale dans le reggae. Peter Tosh avait 42 ans.
Une théorie alternative explique le projet de Peter Tosh de prendre le contrôle d'une radio de l'île de la Jamaïque, qui serait devenue une « radio rasta » diffusant des thèmes et messages autour du reggae, serait la raison de son passage à tabac, puis de son assassinat. Il est à noter que Peter Tosh inquiétait volontiers les puissants de l'île, qu'il n'hésitait pas à provoquer directement à l'occasion, comme lors de son discours du One love Peace concert dans lequel il accuse les organisateurs d'un tel concert de faire preuve de mauvaise foi et d'hypocrisie, car à ses yeux ce que veut le peuple en réalité, ce n'est pas la paix mais la justice.
Après le décès de Bunny Wailer le 2 mars 2021, Beverley Kelso est le dernier membre vivant de la formation originelle des Wailers dont Peter Tosh était l'un des fondateurs.

## Discographie

### Avec les Wailers
- The Wailing Wailers (1966)
- Soul Rebels (1970)
- Soul Revolution Part II (1971)
- The Best of the Wailers (enregistré en 1970 mais paru en 1971)
- Catch A Fire (1972)
- Burnin' (1973)

### Solo
- Legalize It (1976)
- Equal Rights (1977)
- Bush Doctor (1978)
- Mystic Man (1979)
- Wanted: Dread and Alive (1981)
- Mama Africa (1983)
- Captured Live (1984)
- No Nuclear War (1987)

### Albums posthumes
Avec les Wailers 
- 1995 - Talkin' Blues (1973)
- 1996 - The Toughest (1964-1966)
- 2003 - Freedom Time (1967-1968)
- 1998 - Rock to the Rock (1968)
- 1997 - Selassie Is the Chapel (1968-1969)
- 2000 - Arise Black Man
- 2003/2004 - Peter Tosh And Friends - Black Dignity - Early Works of the Steppin' Razor (1967-1972) - (Trojan)
- 2004 - Black Dignity - (Island)
- 2004 - Can't Blame The Youth (1967-72) - (Jad/Universal)

En solo :
- 2000 - Honorary Citizen : coffret de 3 CD anthologie des 45 tours jamaïcains, de titres en public et une sélection studio.
- 2000 - Live at the One Love Peace Concert (1978)
- 2001 - I Am That I Am : enregistrements à la guitare sèche des années 1970.
- 2002 - Live at the Jamaican Music Festival MoBay '82 (JAD)
- 2003 - Don't Want to Get Busted : rassemble Live at the One Love Peace Concert, I Am That I Am plus un entretien de 1978 avec Bruno Blum
- 2005 - Talking Revolution : rassemble Live at the One Love Peace Concert et I Am That I Am.
- 2014 - Live at My Father's Place : concert de 1978
- 2015 - Soon Come : double album live au Capri Theater d'Atlanta, 2 février 1979